# Hubert Ferrer
Hubert Ferrer (Alger, 26 de gener de 1937) és un ciclista francès, ja retirat, que fou professional entre 1959 i 1967. Nascut a l'Algèria francesa, s'inicià en el ciclisme el 1954 a l'Sporting Club Union El Biar. Després va córrer al CC Bab El Oued, amb el qual va obtenir diverses victòries, entre les quals destaquen dos campionats regionals d'Algèria en carretera i un en pista. Després de guanyar el campionat nacional en ruta militar de 1959 va fitxa pel Mercier-BP-Hutchinson. En el seu palmarès destaca el Gran Premi de Plouay de 1960.

## Palmarès
- 1959
  -  Campió nacional en ruta militar
- 1960
  - 1r al Gran Premi de Plouay

### Resultats al Tour de França
- 1960. Abandona (14a etapa)
- 1962. Fora de control (14a etapa)
- 1964. 54è de la Classificació general
- 1965. 92è de la Classificació general

### Resultats a la Volta a Espanya
- 1967. 72è de la Classificació general